# La Hija de Dios
La Hija de Dios è un comune spagnolo di 105 abitanti situato nella comunità autonoma di Castiglia e León.